# Cây óc chó
 Cây óc chó  (danh pháp khoa học: Juglans regia) là một loài thực vật có hoa trong Chi Óc chó họ Juglandaceae. Loài này được Carl von Linné mô tả khoa học đầu tiên năm 1753.
Cây óc chó thuộc họ Juglandaceae, phân bố từ phía Đông khu vực Balkan qua dãy Himalayas đến phía Tây Nam Trung Quốc. Những khu rừng óc chó lớn nhất nằm ở Kyrgyzstan, ở độ cao từ 1,000 đến 2,000 m so với mực nước biển. Cây óc chó đã mang sang và trồng phổ biến ở Châu Âu trong thời kì cổ đại qua các hoạt động chinh phạt và thương mại.

## Miêu tả
Cây óc chó thuộc dạng cây lớn, cây trưởng thành có thể đạt độ cao 25–35 m, bán kính thân cây có thể lên đến 2m, thân cây mập, ngắn nhưng tán cây thì rất rộng để giành được lợi thế cạnh tranh về ánh sáng trong các khu rừng. Cây óc chó là loài cây ưa nắng và cần nhiều nắng để phát triển.

## Hình ảnh

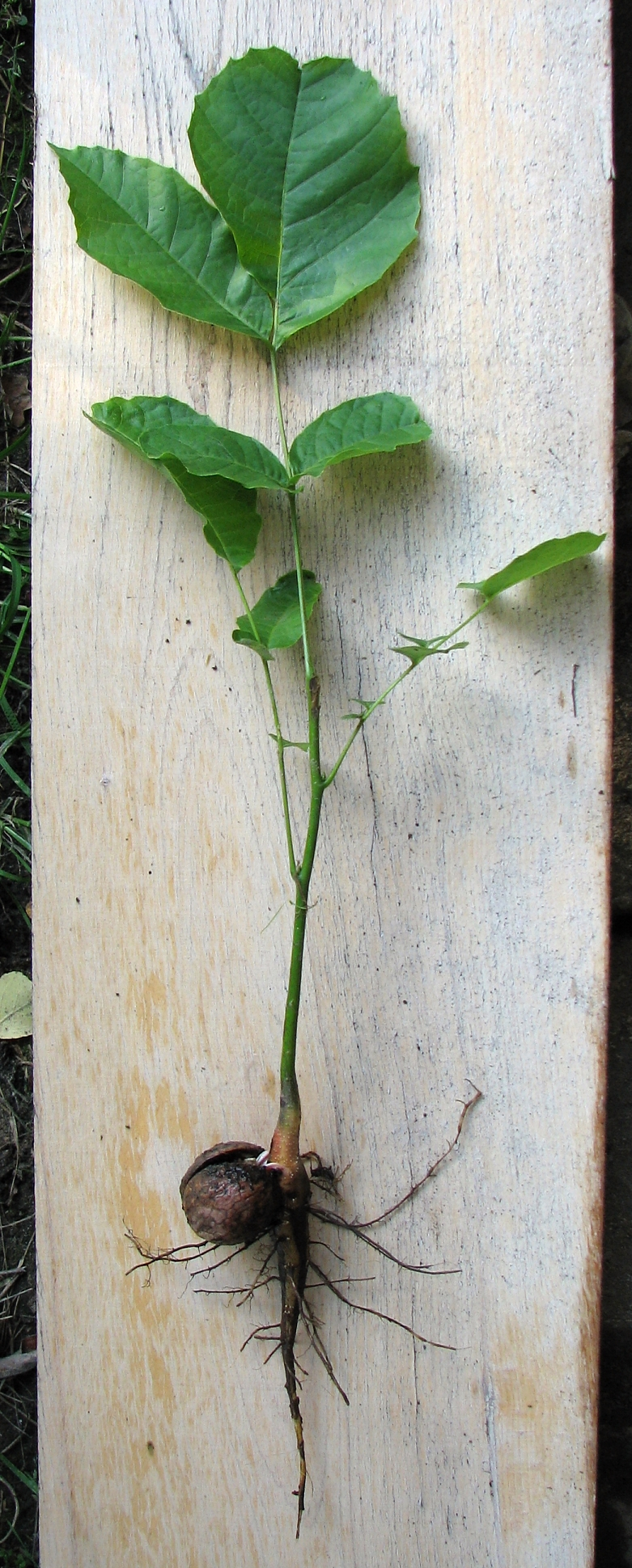
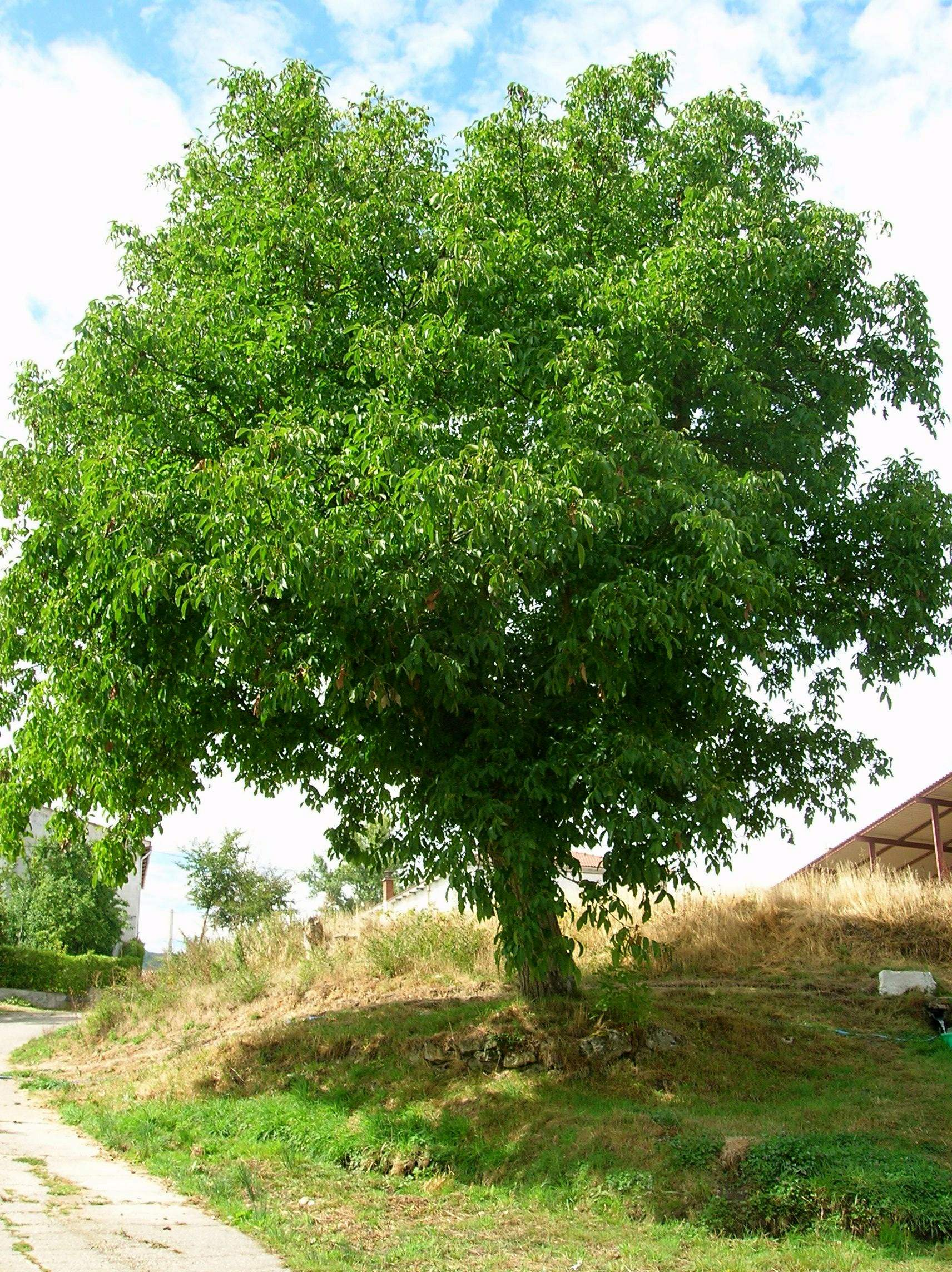
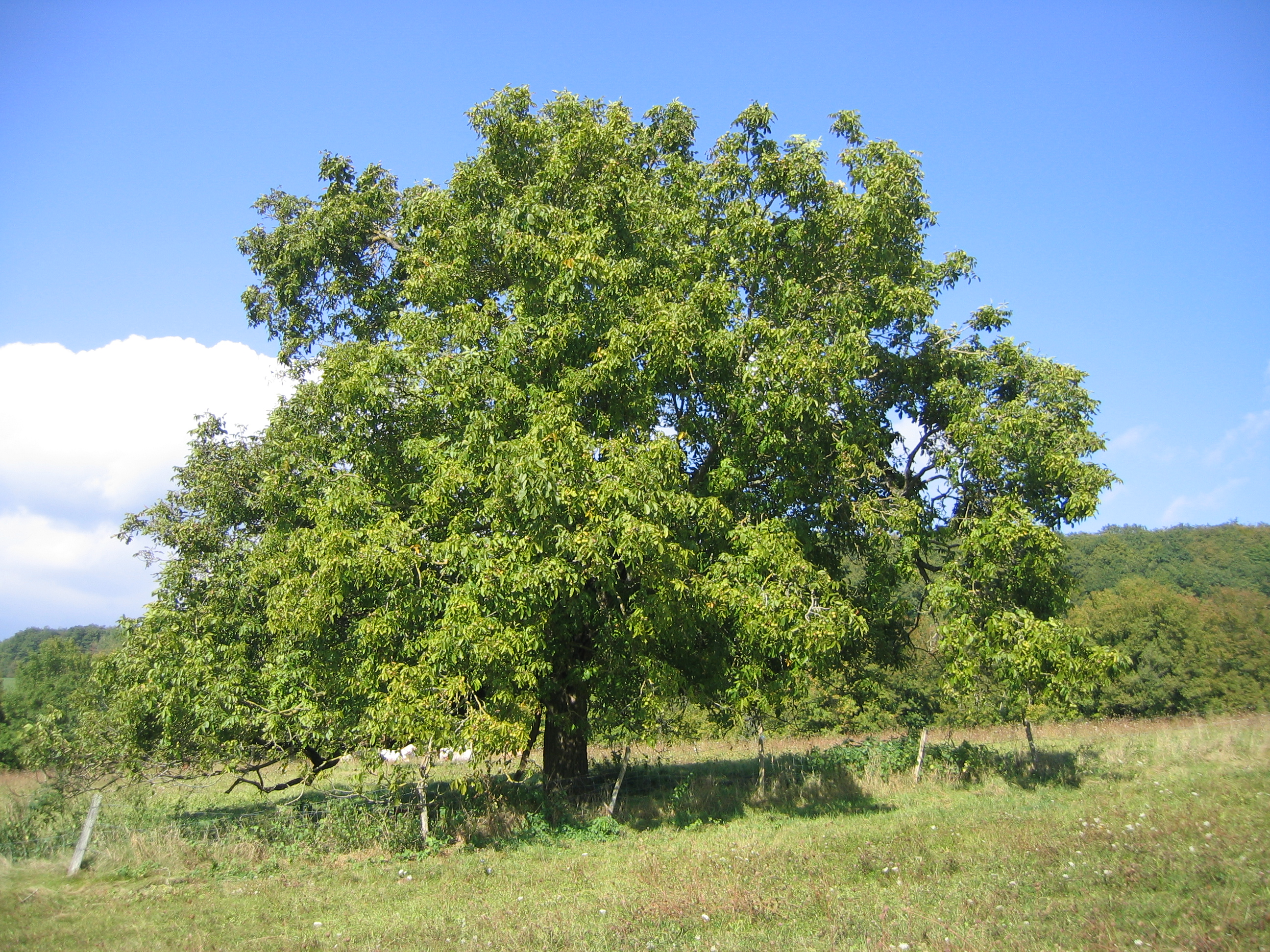
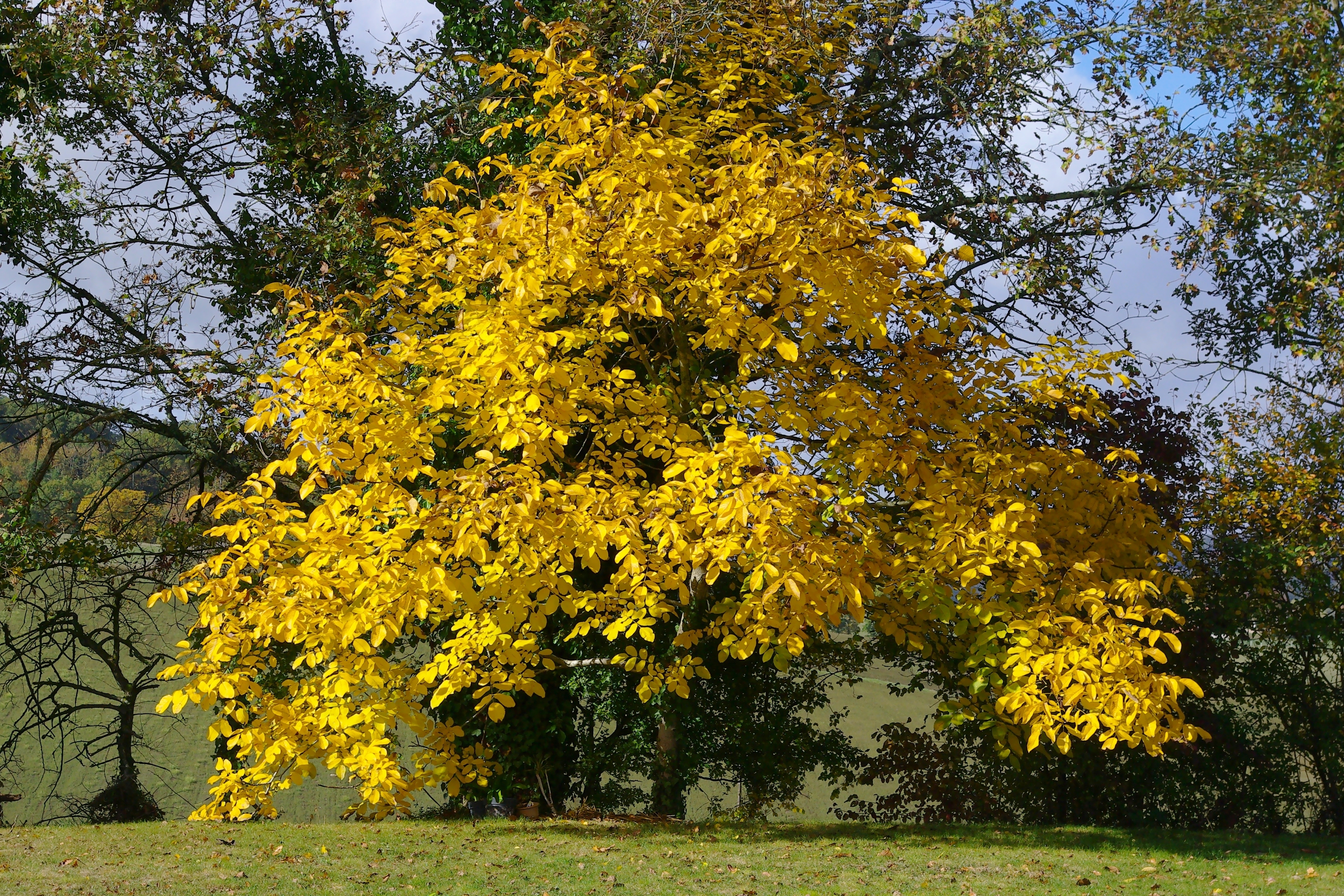
Lá đổi màu vào mùa thu
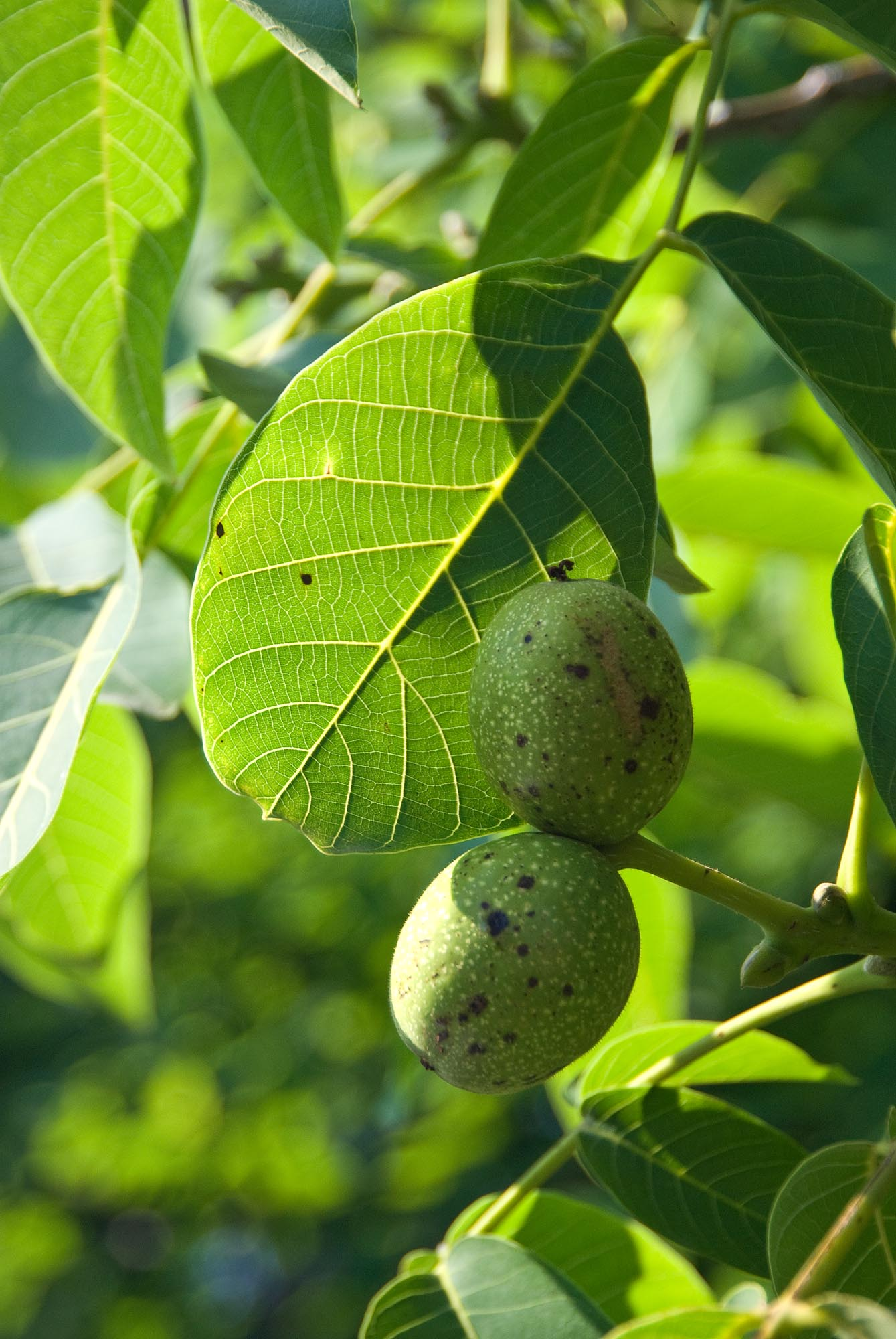
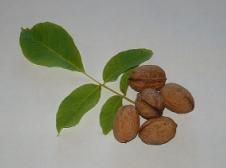
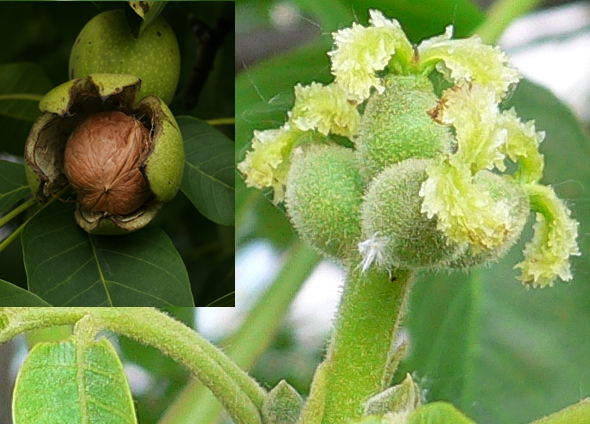
Trái và nhân
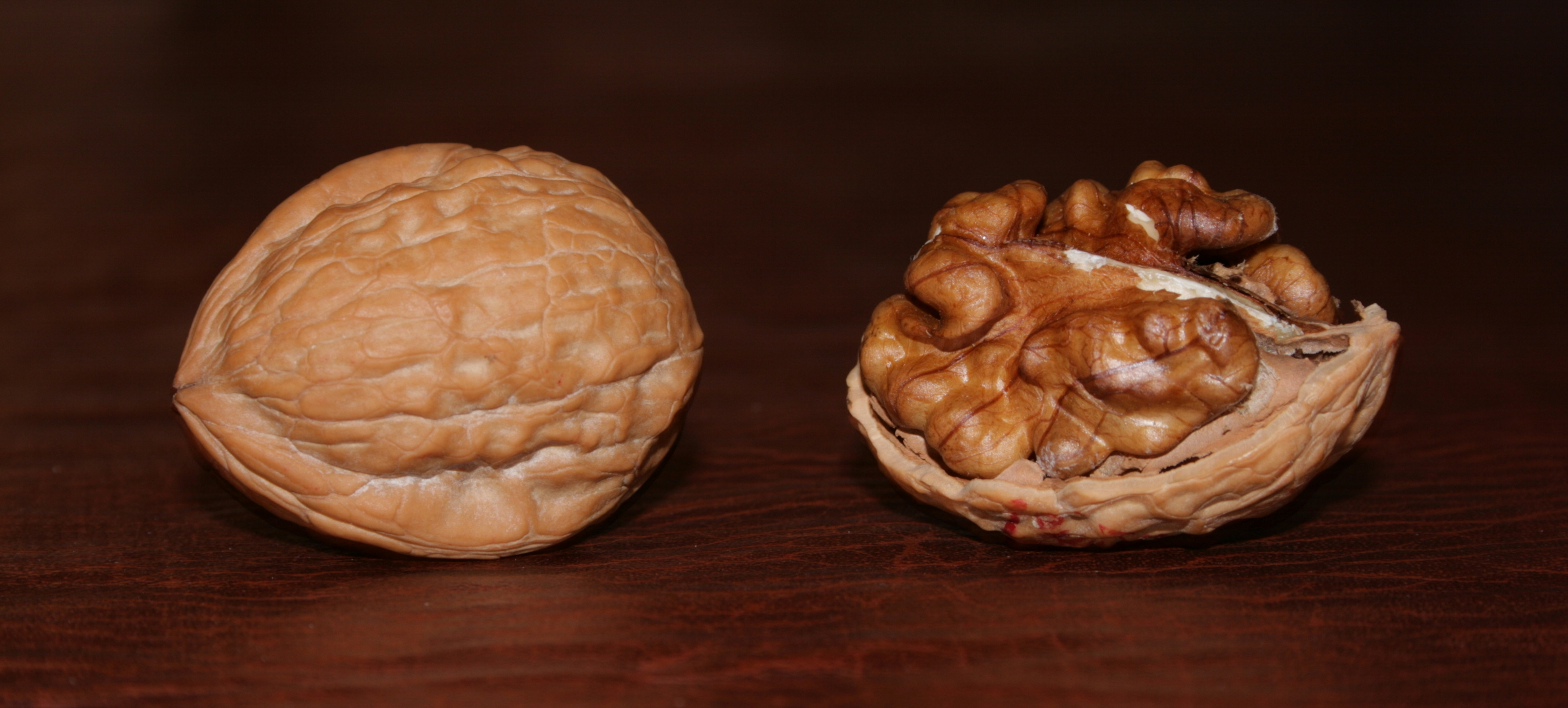
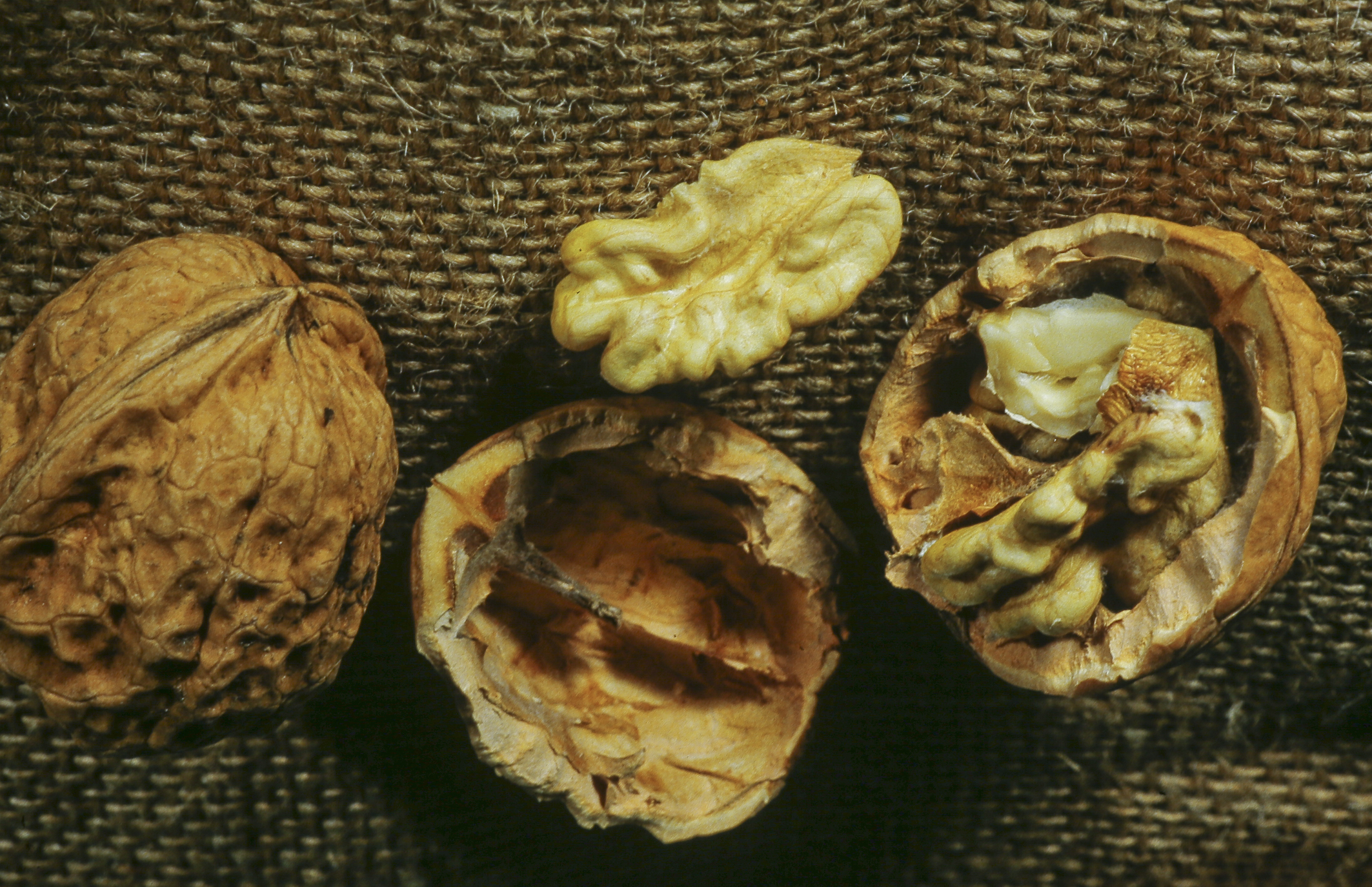